# Holtzbrinck Publishing Group
La empresa Georg von Holtzbrinck GmbH existe como holding desde el año 1971. Es una de las empresas de medios de comunicación con presencia global más grandes de Alemania, con sede central en la ciudad de Stuttgart. 

## Historia
Los comienzos de la empresa datan de 1948, a partir que un pequeño club de lectores (Deutsche Bücherbund) en 1948, por Georg von Holtzbrinck, fundando la empresa que tiene su nombre. Hacia la década de 1960 se adquieren las editoriales alemanas Rowholt (de propiedad del The New York Times Company Inc., dueña del The New York Times) y S. Fischer Verlag, extendiendo de manera importante las actividades del grupo. 
Hacia la década de 1980 se inicia su proceso de extensión internacional, que todavía continúa, partiendo de la compra de la revista Scientific American y las editoriales Henry Holt Book Company y Farrar, Strauss & Gioux. Con las cuales se cimienta su proceso de expansión. 
Los hermanos Stefan von Holtzbrinck y Monika Schoeller son los socios del grupo editorial, cada uno controlando el 50% correspondiente a las acciones de la compañía.
El grupo editorial Georg von Holtzbrinck fue conocido, primero en 1995 por adquirir Macmillan Publishers (que incluía entre ellas, a la revista Nature), inicialmente en un 70% y la posterior compra de sus remanentes en 1999 con la posterior adquisición de algunas propiedades y derechos de marca en 2001; en 1996, por adquirir el semanario Die Zeit y en 2002 por amplios sectores gracias al intento de fusión con medios berlineses, el cual fue prohibido en 2003, debido a que tenían en la misma ciudad la propiedad del diario Der Tagesspiegel, que actualmente es propiedad de Dieter von Holtzbrinck Medien GmbH.
En octubre de 2005 la empresa decidió la venta de su parte a la Berliner Verlag (Berliner Zeitung). En ese mismo año, adquirió una participación minoritaria en Comunican S.A. en Colombia (editora del diario El Espectador, que sigue siendo de propiedad de Julio Mario Santo Domingo).
En 2007, adquiere la red social StudiVZ (y su versión en lengua española EstudiLN, a través de la mayoría accionaria.
En 2009, la empresa posee alrededor de 17.000 empleados.

## Sellos editoriales y asociados
Alemania:
- S. Fischer Verlag
  - Droemer Knaur
  - Wolfgang Krüger
  - Argon Verlag
  - Scherz Verlag
    - Fretz & Wasmuth
- Rowohlt Verlag
- Kiepenheuer & Witsch (85%)
- Droemer Knaur (50%)
- Die Zeit (50%)

Estados Unidos:

- Macmillan Publishers
- Farrar, Straus and Giroux
  - Faber & Faber
- Henry Holt and Company
  - Holt Paperbacks
  - Metropolitan Books
  - Times Books
  - Owl Books
- Palgrave Macmillan
- Picador
- Roaring Brook Press
  - Neal Porter
  - First Second Books
- St. Martin's Press
- Tom Doherty Associates
  - Tor Books
  - Forge Books
- Bedford, Freeman and Worth Publishing Group
  - W.H. Freeman
  - Bedford-St. Martin's
  - Worth Publishers
  - Macmillan Learning
- Hayden-McNeil
- Nature Publishing Group
  - Scientific American
- Renaissance Media, Southfield, Michigan:[1]

Reino Unido:
- Macmillan Publishers
  - Palgrave Macmillan
  - Pan Macmillan
    - Macmillan
    - Pan Books
    - Picador
    - Macmillan Children's Books
    - Campbell Books
    - Priddy Books
    - Boxtree
    - Sidgwick & Jackson

  - Macmillan Education
- Springer Nature (53%)
- Digital Science